# Изложба „Млади 1976—1977” (1978)
Изложба „Млади 1976—1977” се одржала у периоду од 5. до 17. јануара 1978. године у галерији Коларчевог народног универзитета, посвећена је Титовим јубилејима 1937—1977.

## Управни одбор
Управни одбор су чинили:
- Мило Димитријевић, председник
- Зора Давидовић, секретар
- Љиљана Жегарац Рајчевић
- Владимир Комад
- Илија Костов
- Милан Мартиновић
- Мирјана Николић Пећинар

## Одбор за поставку изложбе
Одбор за поставку изложбе су чинили:
- Љиљана Бурсаћ
- Марио Ђиковић
- Драган Гашић
- Балша Рајчевић

## Излагачи
1. Љиљана Бурсаћ
2. Никола Вукосављевић
3. Јоана Вулановић
4. Ратко Вулановић
5. Милица Вучковић
6. Драган Гашић
7. Горан Гвардиол
8. Марио Ђиковић
9. Снежана Дмитровић Здравковић
10. Бора Иљовски
11. Милица Јелић Глигоровић
12. Драган Јовановић
13. Љерка Калчић
14. Никола Клисић
15. Велизар Крстић
16. Снежана Маринковић
17. Анте Мариновић
18. Данка Петровска
19. Балша Рајчевић
20. Александра Ристић
21. Јовица Стевановић
22. Радмила Степановић
23. Добри Стојановић
24. Светислав Тодоровић
25. Станка Тодоровић
26. Ђорђије Црнчевић